# Jorge Boonen
Jorge Boonen Rivera (n. Valparaíso, 16 de abril de 1858-f. Santiago de Chile, 6 de diciembre de 1921), fue un militar chileno de ascendencia alemana que se desempeñó como inspector general del Ejército desde el 19 de abril de 1910 al 26 de abril de 1921.
Hijo de Eduardo Boonen von Baerlem (n. en Bélgica) y de Úrsula Rivera y Serrano.
Ingresó al Ejército al ser movilizado como subteniente durante la Guerra del Pacífico, finalizando la guerra con el grado de capitán. Fue muy destacado durante la guerra gracias a su preparación técnica en ingeniería y a que dominaba varios idiomas. Se desempeñó en unidades tácticas y como ayudante del Estado Mayor, donde vio las falencias de instrucción, conocimientos y procedimientos de combate, mando y organización en el Ejército. Se formó la convicción de que había que realizar modificaciones de fondo en la institución. Ello lo efectuaría años más tarde colaborando con el General Emilio Körner. 
En 1884 es enviado a España como agregado militar y estudia la organización y funcionamiento de las escuelas y academias militares españolas y alemanas, compenetrándose de los planes de estudio respectivos; elabora diversos informes en que analiza y propone los cambios necesarios que deben efectuarse en el Ejército de Chile, como por ejemplo la creación de un Estado Mayor General.

## Actuaciones destacadas
Ejerció el mando del Ejército durante 11 años, configurando un ejército técnico y profesional, bien equipado e instruido. Durante su mando los instructores del Ejército de Chile fueron llamados desde los ejércitos de Colombia, Ecuador y El Salvador, para aprender del modelo chileno.
Durante su mando se consolida la influencia militar alemana-prusiana en el Ejército, le correspondió contratar y mantener las diversas misiones alemanas de instructores y profesores, como asimismo impulsar los cambios orgánicos que estructurara el general Emilio Körner. Participó en forma personal en Alemania en 1911 en la recepción y prueba del material de artillería Krupp cal. 105 mm, material muy moderno en la época, de cual estaba dotado el propio Ejército alemán.
Prohibió a los militares chilenos a afiliarse a sectas u organizaciones de carácter filosófico-absolutista. Fue muy atacado por lo anterior y recibió una acusación en la Cámara de Diputados en 1916, pero no prosperó.

## Antecedentes militares
- 1879: Subteniente
- 1881: Teniente
- 1882: Capitán
- 1885: Sargento mayor
- 1889: Teniente coronel
- 1891: Coronel
- 1898: General de Brigada
- 1903: General de División

## Participaciones en acciones bélicas
- 2 de noviembre de 1879: Asalto y Toma de Pisagua
- 19 de noviembre de 1879: Batalla de Dolores
- 26 de mayo de 1880: Batalla de Tacna
- 13 de enero de 1881: Batalla de Chorrillos
- 15 de enero de 1881: Batalla de Miraflores. Expedición a Tarata y Campaña de la Sierra y Arequipa
- 21 de agosto de 1891: Batalla de Concón
- 28 de agosto de 1891: Batalla de Placilla

## Libros escritos
- Ensayo sobre la geografía militar de Chile, Imprenta Cervantes, 1987. Tomo I
- Ensayo sobre la geografía militar de Chile, Imprenta Cervantes, 1987. Tomo II.

| Precedido por: Emilio Körner Henze 1900-1910 | General más antiguo e Inspector General del Ejército 1910-1921 | Sucedido por: Arístides Pinto Concha 1921 -1922 |